# Comodoro
Comodoro is een gemeente in de Braziliaanse deelstaat Mato Grosso. De gemeente telt 18.974 inwoners (schatting 2009).

## Aangrenzende gemeenten
De gemeente grenst aan Campos de Júlio, Juína, Nova Lacerda, Sapezal, Vila Bela da Santíssima Trindade, Cabixi (RO), Colorado do Oeste (RO) en Vilhena (RO).

### Landsgrens
En met als landsgrens aan de gemeente San Ignacio de Velasco in de provincie José Miguel de Velasco in het departement Santa Cruz met het buurland Bolivia.